# Vårdnäs
Vårdnäs är kyrkbyn i Vårdnäs socken i Linköpings kommun, Östergötlands län.
I byn ligger Vårdnäs kyrka och Stiftsgården Vårdnäs.